# Drosophila grimshawi
Drosophila grimshawi este o specie de muște din genul Drosophila, familia Drosophilidae, descrisă de Oldenberg în anul 1914. Conform Catalogue of Life specia Drosophila grimshawi nu are subspecii cunoscute.